# Hôtel Silence
Pour plus de détails, voir Fiche technique et Distribution.
Hôtel Silence est un film québéco-suisse réalisé par Léa Pool, sorti en 2024 et mettant en vedette Sébastien Ricard.
Le film est une adaptation cinématographique du roman Ör de l'auteure islandaise Auður Ava Ólafsdóttir sorti en 2016. Il tire son titre de la traduction anglaise du livre intitulé Hotel Silence.

## Synopsis
Jean, homme de 52 ans, dépressif depuis que sa femme l'a quitté, s'apprête à s’enlever la vie en se pendant. La visite surprise de sa fille de 18 ans qui s'inquiète de son état, l'empêche de passer à l'acte. Comme celle-ci pense venir le voir régulièrement dans les prochains jours, il décide de partir à l'étranger. Ainsi, il évitera que ce soit sa fille qui découvre son corps sans vie. Après avoir confié à sa mère que tout n'allait pas bien, il lui laisse entendre qu'il part en voyage pour longtemps. Il choisit un pays qui a été dévasté par la guerre en espérant que la mort d'un inconnu passe comme une mort de plus dans ce pays en reconstruction qui a connu tant de malheurs.

## Fiche technique
Source : IMDb et Films du Québec
- Titre original : Hôtel Silence
- Réalisation : Léa Pool
- Scénario : Léa Pool, d'après le roman Ör d'Auður Ava Ólafsdóttir
- Musique : Mario Batkovic
- Direction artistique : Karin Giezendanner, Anne-Carmen Vuilleumier
- Costumes : Marjolayne Desrosiers
- Photographie : Denis Jutzeler
- Son : Martin Desmarais, Denis Séchaud
- Montage : Michel Arcand
- Production : Lyse Lafontaine (en), François Tremblay, Elisa Garbar
- Société de production : Lyla Films, Louise Productions
- Sociétés de distribution : Les Films Opale
- Budget : 5,3 millions $ CA
- Pays de production :  Canada
- Tournage : 28 jours, en novembre 2022 en France (Hôtel Belvédère du Rayon vert à Cerbère), en janvier 2023 en Suisse et en février 2023 au Québec
- Langue originale : français
- Format : couleur
- Genre : drame psychologique
- Durée : 100 minutes
- Dates de sortie :
  - Canada : 26 mars 2024 (première au théâtre Outremont à Montréal)
  - Canada : 29 mars 2024 (sortie en salle au Québec)
- Classification :
  - Québec : Visa général (Déconseillé aux jeunes enfants)[2]

## Distribution
- Sébastien Ricard : Jean
- Lorena Handschin (de) : Ana
- Jules Porier : Zoran
- Irène Jacob : Kristina, reporter de guerre
- Louise Turcot : la mère de Jean
- Paul Ahmarani : M. Dubé, le voisin de Jean, collègue de chorale
- Sasha Samar : client de l'hôtel, profiteur corrompu de guerre
- Igor Ovadis : le proprio du restaurant
- Cassandra Latreille : fille de Jean
- Sacha Semis Barthes : jeune fils d'Ana